# Florenci de Carracedo
|  | Per a altres significats, vegeu «Florenci de Sevilla». |

Florenci de Carracedo (Regne de Lleó?, ca. 1000 - San Salvador de Carracedo, 1052) fou abat del monestir benedictí de San Salvador de Carracedo (avui a Carracedo del Monasterio), a la comarca del Bierzo (Lleó). És venerat com a sant per l'Església catòlica.

## Biografia
Va arribar a Carracedo en 1138 quan la infanta Sança, germana del rei Alfons VII de Lleó, cridà monjos del monestir veí de Santa María de Valverde (Corullón) per restaurar-hi la vida monàstica. Florenci fou l'abat de la nova comunitat i reconstruí i augmentà les dependències monàstiques, convertint l'abadia en la principal d'una congregació important durant el segle següent, quan s'integrà a l'Orde del Cister. Morí a Carracedo el 25 de desembre de 1152, i fou sebollit a la sala capitular del monestir.
Per la seva virtut, fou tingut per sant, i així figurava en alguns Menologis cistercencs, amb la festivitat el 10 de desembre.